# Eril Homburg
Eril Maxine Homburg (Adelaide, Zuid-Australië, 16 oktober 1936 – aldaar, 16 december 2017) was een Australisch basketbalspeelster.

## Wereldkampioenschap van 1957
In 1957 speelde Homburg voor Australië in het wereldkampioenschap dat werd gehouden in Brazilië. Tijdens het toernooi had ze een gemiddelde van vier punten per wedstrijd. Haar hulp tijdens het toernooi mocht niet baten: ze werden laatste in hun groep en verloren tegen de Sovjet-Unie en Paraguay. Ze belandden uiteindelijk op plek 10 van de 12 aan het eind van het toernooi.